# (2354) Lavrov
(2354) Lavrov (1978 PZ3; 1929 VN; 1931 DE; 1969 PM; 1972 GP1; 1977 JV) ist ein Asteroid des mittleren Hauptgürtels, der am 9. August 1978 vom russischen (damals: Sowjetunion) Astronomenehepaar Ljudmila Iwanowna und Nikolai Stepanowitsch Tschernych am Krim-Observatorium (Zweigstelle Nautschnyj) auf der Halbinsel Krim (IAU-Code 095) entdeckt wurde.

## Benennung
(2354) Lavrov wurde nach Swjatoslaw Sergejewitsch Lawrow (1923–2004) benannt, der Direktor des Instituts für theoretische Astronomie in Leningrad und Mitglied der Akademie der Wissenschaften der UdSSR war.